# میکائیل پاگیس
میکائیل پاگیس (انگلیسی: Mickaël Pagis؛ زادهٔ ۱۷ اوت ۱۹۷۳) بازیکن فوتبال اهل فرانسه است.
از باشگاه‌هایی که در آن بازی کرده‌است می‌توان به باشگاه فوتبال استراسبورگ، باشگاه فوتبال سوشو، باشگاه فوتبال نیم المپیک، باشگاه فوتبال رن، و باشگاه فوتبال المپیک مارسی اشاره کرد.
وی همچنین در تیم ملی فوتبال ساحلی فرانسه بازی کرده‌است.